# Тамаш Кішш
Тамаш Кішш (угор. Kiss Tamás, 9 травня 1987) — угорський веслувальник, олімпійський медаліст.

## Виступи на Олімпіадах
| Олімпіада  | Дисципліна                | Місце |
| ---------- | ------------------------- | ----- |
| Пекін 2008 | каное-двійка, 1000 метрів | 3     |